# 노성태
노성태(盧成泰, 1946년 9월 3일 ~ , 부산광역시)는 전직 언론인이자 금융인, 경제학자이다.

## 학력
- 부산고등학교
- 서울대학교 경제학 학사
- 하버드대학교 대학원 경제학 석사
- 하버드대학교 대학원 경제학 박사

## 경력
- 한국은행 조사부
- 한국개발연구원(KDI) 연구조정실 실장
- 제일경제연구소 소장
- 한화 경제연구원 원장
- 한국경제신문 주필
- 중앙일보 경제연구소장 겸 논설위원
- 명지대학교 경영대학 학장
- 우리금융 사외이사
- 한국경제연구원 원장
- 대한생명 경제연구원 원장
- 한화생명 경제연구원 고문
- 삼성꿈장학재단 신임이사장